# أيت إيمور
أيت ايمور هي قرية وجماعة قروية تقع في عمالة مراكش بجهة مراكش آسفي، المغرب، وبلغ عدد سكانها 14.544 نسمة حسب الإحصاء العام للسكان والسكنى لسنة 2014.